# Атмосферики
Атмосфе́рики (также просто сферики) — низкочастотные электромагнитные волны, распространяющиеся в естественном волноводе, образованном ионосферой Земли и её поверхностью.
Групповая скорость этих волн близка к скорости света в вакууме, а их источником являются атмосферные электрические разряды, например, молнии. Атмосферики обладают слабым затуханием и могут распространяться на значительные расстояния.

## Свистящие атмосферики
Атмосферики частично могут проникать в ионосферу и далее в магнитосферу, где они распространяются вдоль силовых линий магнитного поля Земли как обыкновенные волны в замагниченной плазме. Такие волны могут пройти расстояние от одного полюса Земли до другого несколько раз. Их называют свистящими атмосфериками или просто свиста́ми (из-за характерного свиста в радиоэфире).
Существует два вида свистящих атмосфериков: канализированные и неканализированные. Канализированные свисты распространяются из области генерации в магнитно-сопряжённую область вдоль ориентированных по магнитному полю Земли неоднородностей электронной концентрации (в так называемых геомагнитных каналах). Неканализированные свисты могут отклоняться от направления магнитного поля, однако и в этом случае распространение волны происходит преимущественно в направлении магнитного поля.
Свистящие атмосферики получили своё название из-за характерной частотно-временной структуры, воспринимаемой приёмной аппаратурой как свист. Данная частотно-временная структура волн связана с их дисперсией и в диапазоне частот от 1 до 6 кГц хорошо описывается эмпирической формулой
{\displaystyle f=D^{2}t^{-2},}
где {\displaystyle f} — мгновенная частота волны, {\displaystyle t} — время, {\displaystyle D} — коэффициент дисперсии, обычно лежащий в пределах от 10 до 100 с1/2.
Экспериментально регистрируемые свисты делят на короткие и длинные. Короткие свисты генерируются в магнитно-сопряжённой точке на другом конце Земного шара, длинные свисты генерируются в той же точке, в которой осуществляется их приём, но совершают путь до магнитно-сопряжённой точки и обратно.

## Влияние атмосфериков на людей
Исследование, проведенное Рейнолдом Рейтором с участием почти миллиона человек в Германии в 1954 году показало высокую чувствительность людей к влиянию атмосфериков. В дни, когда воздействие низкочастотных магнитных волн увеличивалось, возрастало количество рождений, смерти, случаев суицида, изнасилования, производственных травм, автомобильных катастроф, болезненности у людей с ампутацией, а так же жалоб больных с травмой мозга.